# 小路あゆむ
小路 あゆむ（しょうじ あゆむ、3月28日 - ）は、日本のイラストレーター、漫画家、挿絵画家。神奈川県出身。
以前は同人活動を主な活動の場としており、小説の挿絵や近年ではアンソロジー等も手がける。

## 作品リスト

### 単行本

#### 成人向け
1. 『ちっちゃなおなか』 2013年12月27日発売[3]、茜新社〈TENMACOMICS LO #146〉、ISBN 978-4-86349-404-6
2. 『ちいさいこいいよね…』 2016年9月27日発売[4]、茜新社〈TENMACOMICS LO #200〉、ISBN 978-4-86349-583-8

#### 一般向けアンソロジー
- 『公式コミックアンソロジー とある科学の超電磁砲 featuring とある魔術の禁書目録』 2012年3月27日発売、アスキー・メディアワークス〈電撃コミックスEX〉、ISBN 978-4-04-886499-2
- 『僕は友達が少ない 公式アンソロジーコミック3』 2013年1月23日発売、メディアファクトリー〈MFコミックス アライブシリーズ〉、ISBN 978-4-84014-781-1
- 『公式コミックアンソロジー とある科学の超電磁砲 featuring とある魔術の禁書目録 2』 2013年9月27日発売、アスキー・メディアワークス〈電撃コミックスEX〉、ISBN 978-4-04-891963-0
- 『ヤマノススメ コミックアンソロジー』 2014年11月12日発売、アース・スター エンターテイメント〈アース・スターコミックス〉、ISBN 978-4-8030-0621-6

### イラスト・挿絵
- 糸緒思惟『五年二組の吸血鬼』 2011年3月発売、一迅社〈一迅社文庫〉
- 糸緒思惟『はじめてのはるまげどんっ☆』 2011年7月 - 2011年11月、一迅社〈一迅社文庫〉、全2巻
- 糸緒思惟『JSが俺を取り合って大変なことになっています』 2012年4月 - 2013年4月、一迅社〈一迅社文庫〉、全5巻
- 関根パン『キュージュツカ！』 2012年1月 - 2012年7月、エンターブレイン〈ファミ通文庫〉、全3巻
- 堀田純司『僕とツンデレとハイデガー』 2011年9月発売、講談社
- 関根パン『ひるねねのききねね』 2012年9月発売、エンターブレイン〈ファミ通文庫〉
- 小椋正雪『リトルバスターズ! 50ノーティカルマイルの、クドリャフカ』 2012年9月発売、監修：Key、パラダイム〈VA文庫〉

### その他
- 『とある科学の超電磁砲 9巻』 2013年8月発売、巻末イラスト
- 『ゆゆ式』 第4話 エンドカード（2016年の再放送版）
- 『sin 七つの大罪』 第7話 エンドカード、2017年

## 同人活動
kuma-puroという同人サークルで活動している。
- 押しかけ少女